# The Cleansing
The Cleansing è il primo album dei Suicide Silence, pubblicato dalla Century Media nel Settembre del 2008.

## Tracce
1. Revelations (Intro) - 0:33
2. Unanswered - 2:15
3. Hands of a Killer - 4:14
4. The Price of Beauty - 2:45
5. The Fallen - 4:07
6. No Pity For a Coward - 3:11
7. The Disease - 4:22
8. Bludgeoned to Death - 2:34
9. Girl of Glass - 2:52
10. In a Photograph - 4:32
11. Eyes Sewn Shut - 2:58
12. Green Monster - 5:49
13. Destruction of a Statue - 3:44

## Formazione
- Mitch Lucker − voce
- Chris Garza − chitarra
- Mark Heylmun − chitarra
- Mike Bodkins − basso
- Álex López − batteria